# Чебулинський округ
Чебули́нський округ (рос. Чебулинский округ) — адміністративна одиниця, муніципальний округ Кемеровської області Російської Федерації.
Адміністративний центр — селище міського типу Верх-Чебула.

## Історія
4 вересня 1924 року у складі Томської губернії був утворений Верх-Чебулинський район. 9 грудня 1925 року район увійшов до складу Томського округу Сибірського краю. 20 червня 1930 року район був ліквідований, територія увійшла до складу Маріїнського району. 18 січня 1935 року у складі Західносибірського краю був відновлений Чебулинський район. 1 лютого 1963 року район був вдруге ліквідований, територія увійшла до складу Маріїнського району. Вдруге Чебулинський район був відновлений 30 грудня 1966 року.
Станом на 2002 рік район поділявся на одна селищну та 12 сільських рад:
| Поселення                       | Площа, км² | Населення, осіб (2002) | К-ть НП | Населені пункти |
| ------------------------------- | ---------- | ---------------------- | ------- | --- |
| Верх-Чебулинська селищна рада   | -          | 5662                   | 3       | смт Верх-Чебула, присілки Новоказанка, Петропавловка                                                                      |
| Алчедатська сільська рада       | -          | 2007                   | 5       | село Алчедат, присілки 1-й, 2-й, 3-й, 4-й                                                                                 |
| Дмитрієвська сільська рада      | -          | 525                    | 1       | присілок Дмитрієвка |
| Івановська сільська рада        | -          | 1922                   | 6       | село Івановка, присілок Михайловка, селища Новоівановський, Новоівановський 2-й, Новоівановський 3-й, Новоівановський 4-й |
| Кураковська сільська рада       | -          | 532                    | 1       | присілок Кураково |
| Курськ-Смоленська сільська рада | -          | 581                    | 1       | присілок Курськ-Смоленка                                                                                                  |
| Мурюцька сільська рада          | -          | 70                     | 1       | селище Мурюк |
| Ніколаєвська сільська рада      | -          | 736                    | 1       | село Ніколаєвка |
| Покровська сільська рада        | -          | 501                    | 2       | присілки Орлово-Розово, Покровка                                                                                          |
| Усманська сільська рада         | -          | 934                    | 4       | село Усманка, присілки Алексієвка, Новоалександровка, селище Боровий                                                      |
| Усть-Сертинська сільська рада   | -          | 1846                   | 2       | село Усть-Серта, присілок Шестаково                                                                                       |
| Усть-Чебулинська сільська рада  | -          | 681                    | 1       | село Усть-Чебула |
| Чумайська сільська рада         | -          | 1974                   | 3       | село Чумай, присілок Карачарово, селище Казанка-20                                                                        |

Законом Кемеровської області від 17 грудня 2004 року Чебулинський район був наділений статусом муніципального району, в районі було створено 8 муніципальних утворень: одне міське та 7 сільських поселень.
5 серпня 2019 року Чебулинський муніципальний район був ліквідований, а всі утворення, що входили до його складу були перетворені шляхом об'єднання в Чебулинський муніципальний округ:
| Поселення                           | Площа, км² | Населення, осіб (2010) | Населення, осіб (2019) | К-ть НП | Населені пункти |
| ----------------------------------- | ---------- | ---------------------- | ---------------------- | ------- | --- |
| Верх-Чебулинське міське поселення   | 359,83     | 5640                   | 5005                   | 5       | смт Верх-Чебула, присілки Новоказанка, Орлово-Розово, Петропавловка, Покровка                                             |
| Алчедатське сільське поселення      | 248,84     | 2393                   | 2165                   | 6       | село Алчедат, присілки 1-й, 2-й, 3-й, 4-й, Дмитрієвка                                                                     |
| Івановське сільське поселення       | 231,95     | 1991                   | 1778                   | 6       | село Івановка, присілок Михайловка, селища Новоівановський, Новоівановський 2-й, Новоівановський 3-й, Новоівановський 4-й |
| Усманське сільське поселення        | 1309,17    | 1559                   | 1244                   | 4       | село Усманка, присілки Алексієвка, Новоалександровка, селище Боровий                                                      |
| Усть-Сертинське сільське поселення  | 341,48     | 2146                   | 1915                   | 3       | села Усть-Серта, присілок Курськ-Смоленка, Шестаково                                                                      |
| Усть-Чебулинське сільське поселення | 87,52      | 686                    | 587                    | 1       | село Усть-Чебула |
| Чумайське сільське поселення        | 1162,48    | 1933                   | 1618                   | 4       | село Чумай, присілки Карачарово, Кураково, селище Казанка-20                                                              |

## Населення
Населення — 14312 осіб (2019; 16348 в 2010, 17971 у 2002).

## Населені пункти
| №  | Населений пункт                   | Населення, осіб (2002) | Населення, осіб (2010) |
| -- | --------------------------------- | ---------------------- | ---------------------- |
| 1  | 1-й, селище                       | 555                    | 1110                   |
| 2  | 2-й, селище                       | 47                     | 33                     |
| 3  | 3-й, селище                       | 63                     | 62                     |
| 4  | 4-й, селище                       | 51                     | 32                     |
| -  | Алексієвка, присілок              | 0                      | -                      |
| 5  | Алчедат, село                     | 1291                   | 606                    |
| 6  | Боровий, селище                   | 159                    | 98                     |
| 7  | Верх-Чебула, селище міського типу | 5357                   | 5060                   |
| 8  | Дмитрієвка, присілок              | 525                    | 550                    |
| 9  | Івановка, село                    | 195                    | 153                    |
| 10 | Казанка-20, селище                | 145                    | 50                     |
| 11 | Карачарово, присілок              | 326                    | 235                    |
| 12 | Кураково, присілок                | 532                    | 357                    |
| 13 | Курськ-Смоленка, присілок         | 581                    | 576                    |
| 14 | Михайловка, присілок              | 320                    | 261                    |
| 15 | Мурюк, селище                     | 70                     | 13                     |
| 16 | Ніколаєвка, село                  | 736                    | 676                    |
| -  | Новоалександровка, присілок       | 0                      | -                      |
| 17 | Новоівановський, селище           | 1154                   | 1333                   |
| 18 | Новоівановський 2-й, селище       | 67                     | 69                     |
| 19 | Новоівановський 3-й, селище       | 98                     | 94                     |
| 20 | Новоівановський 4-й, селище       | 88                     | 81                     |
| 21 | Новоказанка, присілок             | 225                    | 179                    |
| 22 | Орлово-Розово, присілок           | 186                    | 149                    |
| 23 | Петропавловка, присілок           | 80                     | 39                     |
| 24 | Покровка, присілок                | 315                    | 213                    |
| 25 | Усманка, село                     | 775                    | 772                    |
| 26 | Усть-Серта, село                  | 1472                   | 1316                   |
| 27 | Усть-Чебула, село                 | 681                    | 686                    |
| 28 | Чумай, село                       | 1503                   | 1291                   |
| 29 | Шестаково, присілок               | 374                    | 254                    |